# Thế vận hội Mùa đông 1940
Thế vận hội Mùa đông 1940, được gọi với tên chính thức là Thế vận hội Mùa đông lần thứ V (第五回オリンピック冬季競技大会 Dai Go-kai Orinpikku Tōkikyōgi Taikai), dự kiến được tổ chức năm 1940 tại Sapporo, Nhật Bản, nhưng đã bị hủy do Thế chiến II.
Sapporo được lựa chọn là chủ nhà của kỳ đại hội lần thứ năm của Thế vận hội Mùa đông, dự kiến diễn ra từ 3–12 tháng 2 năm 1940, nhưng Nhật Bản đã trả lại quyền đăng cai cho IOC vào tháng 7 năm 1938, sự bùng nổ của Chiến tranh Trung-Nhật năm 1937. Sapporo sau đó đã tổ chức Thế vận hội Mùa đông 1972.
IOC đã quyết định trao quyền tổ chức cho St Moritz, Thụy Sĩ, nơi từng diễn ra Đại hội năm 1928. Tuy nhiên, do tranh cãi giữa ban tổ chức của Thụy Sĩ và IOC, Thế vận hội bị thu hồi lần nữa.
Mùa xuân năm 1939, IOC trao quyền Thế vận hội Mùa đông 1940, khi này được diễn ra từ 2–11 tháng 2, cho Garmisch-Partenkirchen, Đức, nơi diễn ra Đại hội trước đó năm 1936. Ba tháng sau, Đức xâm lược Ba Lan, vào ngày 1 tháng 9, nổ ra Chiến tranh thế giới thứ hai và Thế vận hội Mùa đông bị hoãn vào tháng 11. Tương tự vậy, kỳ Thế vận hội năm 1944, được trao cho Cortina d'Ampezzo, Ý năm 1939, bị hoãn vào năm 1941. St Moritz tổ chức kỳ Thế vận hội đầu tiên sau chiến tranh năm 1948, trong khi đó Cortina d'Ampezzo chủ nhà Thế vận hội 1956.
Đức không giành được quyền chủ nhà cho Thế vận hội Mùa đông kể từ năm 1936: vào ngày 6 tháng 7 năm 2011, München để thua Pyeongchang, Hàn Quốc trong quyền tổ chức Thế vận hội Mùa đông 2018.